# Pisica își scoate ghiarele
Pisica își scoate ghiarele (titlul original: în franceză La Chatte sort ses griffes) este un film dramatic francez de război, realizat în 1960 de regizorul Henri Decoin, sequel al filmului din 1958 Pisica, protagoniști fiind actorii Françoise Arnoul, Harold Kay, Horst Frank și François Guérin.

## Rezumat
Cora Menessier este condamnată la moarte de Rezistență în 1944 pentru o presupusă trădare. După execuția ei, este lăsată ca moartă, dar este recuperată de germani, care îi spală creierul și plănuiesc să o folosească ca și contraagent. Germanii, înscenează o eliberare pentru a desconspira o operațiune a Rezistenței menită să arunce în aer un tren care transporta rachete V1, pentru a fi folosite la bombardarea Londrei și a coastei engleze.

## Distribuție
- Françoise Arnoul – Cora Massimier, alias „La Chatte” (Pisica)
- Harold Kay – Charles
- Horst Frank – maiorul Von Hollwitz
- François Guérin – Louis, liderul rețelei de rezistență
- Anne Tonietti – Maud, soția lui Louis
- Françoise Spira – Marie-José
- Bernard Lajarrige – Dalmier, zis Athos
- Michel Jourdan – Tonio, operatorul radio
- Gérard Darrieu – Jean-Lou
- Ginette Pigeon – infirmiera germană
- Jean-Pierre Zola – un ofițer german
- Jean Berton – feroviarul din rezistență
- Robert Berri – șoferul de camion, din accidentul simulat
- Albert Médina – patronul de restaurant
- Anna Gaylor – domnișoara Lepage, asistenta socială
- Werner Peters (ca Ferdinand Peters) – generalul german
- Jacques Fabbri – Gustave, șeful rețelei de sud
- France Asselin – dna. Buisson (nemenționat)
- Georges Atlas – un barman (nemenționat)
- Gabriel Gobin – conductorul de locomotivă (nemenționat)
- Robert Le Fort – un muncitor feroviar (nemenționat)
- Albert Michel – un muncitor feroviar (nemenționat)
- Liliane Patrick – secretara lui Dalmier (nemenționat)
- Chris Van Loosen – Clara
- le projectionniste – Raymond Solag

## Trivia
„La Chatte” (în română Pisica), a fost unul din numele conspirative ale luptătoarei din rezistența franceză Mathilde Carré (1908-2007), devenită ulterior agent dublu;